# Macrodactylus zaragozai
Macrodactylus zaragozai är en skalbaggsart som beskrevs av Arce-pérez och Moron 2011. Macrodactylus zaragozai ingår i släktet Macrodactylus och familjen Melolonthidae. Inga underarter finns listade i Catalogue of Life.